# La Chaise-Dieu
La Chaise-Dieu je naselje in občina v jugovzhodnem francoskem departmaju Haute-Loire regije Auvergne. Leta 2012 je naselje imelo 695 prebivalcev.

## Geografija
Kraj leži v pokrajini Auvergne znotraj naravnega regijskega parka Livradois-Forez, 40 km severno od Le Puy-en-Velaya.

## Uprava
La Chaise-Dieu je nekdanji sedež istoimenskega kantona, od leta 2015 vključenega v kanton Plateau du Haut-Velay granitique s sedežem v Craponne-sur-Arzonu.

## Zanimivosti
Ime naselbine izhaja iz latinskega imena casa dieu (božja hiša), nanašajoč se na benediktinsko opatijo, ki jo je tod ustanovil v letu 1043 Robert de Turlande, sorodnik sv. Geralda Aurillaškega (855-909), kanonik cerkve sv. Julijana v bližnjem Brioudu. Svojo poklicanost k meništvu je v opatiji leta 1302 začel Pierre Roger, bodoči papež Klement VI. (od 1342 do 1352), pokopan v grobnici opatijske cerkve, zgrajene v letih 1344-1350. V cerkvi se nahaja tudi freska mrtvaškega plesa, naslikana okoli leta 1470.